# Podoštra
Podoštra (1991-ig Oštra) falu Horvátországban Lika-Zengg megyében. Közigazgatásilag Gospićhoz tartozik.

## Fekvése
Gospićtól légvonalban 4 km-re közúton 5 km-re délnyugatra a Likai karsztmezőn, a Gospićról Karlobagra menő 25-ös számú főút mellett hosszan elnyúlva, a 796 méter magas Oštra-hegy alatt fekszik.

## Története
A település a török kiűzése (1689) után keletkezett. 1857-ben 430, 1910-ben 398 lakosa volt. A trianoni békeszerződés előtt Lika-Korbava vármegye Gospići járásához tartozott. Ezt követően előbb a Szerb-Horvát-Szlovén Királyság, majd Jugoszlávia része lett. 1991-ben lakosságának 96 százaléka horvát volt. 1991-ben a független Horvátország része lett. A falunak 2011-ben 186 lakosa volt.

## Lakosság
| Lakosság változása | Lakosság változása | Lakosság változása | Lakosság változása | Lakosság változása | Lakosság változása | Lakosság változása | Lakosság változása | Lakosság változása | Lakosság változása | Lakosság változása | Lakosság változása | Lakosság változása | Lakosság változása | Lakosság változása | Lakosság változása |
| ------------------ | ------------------ | ------------------ | ------------------ | ------------------ | ------------------ | ------------------ | ------------------ | ------------------ | ------------------ | ------------------ | ------------------ | ------------------ | ------------------ | ------------------ | ------------------ |
| 1857               | 1869               | 1880               | 1890               | 1900               | 1910               | 1921               | 1931               | 1948               | 1953               | 1961               | 1971               | 1981               | 1991               | 2001               | 2011               |
| 430                | 383                | 359                | 381                | 436                | 398                | 427                | 425                | 436                | 361                | 336                | 282                | 263                | 233                | 212                | 186                |

## Nevezetességei
- Szent György tiszteletére szentelt kápolnája 2010-ben épült.
- A felette emelkedő Oštra-hegyen kőbánya működik.A hegytetőn 1914-ben kilátót építettek, ez azonban már a második világháború előtt tönkrement és nem építették újjá. Ma telekommunikációs objektumok állnak rajta.